# Saint-Martin-d'Hardinghem
Saint-Martin-d’Hardinghem là một xã ở tỉnh Pas-de-Calais, vùng Hauts-de-France, Pháp.

## Địa lý
Saint-Martin-d'Hardinghem toạ lạc 16 km về phía tây nam của Saint-Omer trên đường D158.

## Dân số
| 1962                                                         | 1968 | 1975 | 1982 | 1990 | 1999 | 2006 |
| ------------------------------------------------------------ | ---- | ---- | ---- | ---- | ---- | ---- |
| 246                                                          | 275  | 270  | 273  | 287  | 303  | 308  |
| Số liệu điều tra dân số từ năm 1962, dân số chỉ tính một lần |      |      |      |      |      |      |

## Địa điểm nổi bật
- Nhà thờ St.Martin, thế kỷ 13.
- Lâu đài Hervarre.